# Милан Пушкар
Милан "Мајк" Пушкар (8. септембар 1934 – 7. октобар 2011) био је амерички предузетник и филантроп из Моргантауна у Западној Вирџинији .

## Биографија
Пушкар је рођен у Винтондејлу у држави Пенсилванија, од српских родитеља са Кордуна. Дипломирао је на државном универзитету Јангстауну 1960. Са Don Panoz1961. годинео оснива фармацеутску компанију дајући назив по свом личном имену у варијатни на енгелском језику  Mylan Inc. у којој је  био председник од 1976. године
У новембру 1993. године постао је председник компаније и извршни директор . На месту извршног директора био био је до 2002. године, а на месту председника до 2009. године 
Стадион Милан Пушкар  на Универзитета Западна Вирџинија назван је по њему пошто је дао донацију од 20 милиона америчких долара. Клиника  Morgantown Health Right преименована је у Milan Puskar Health Right 2004. године као признање његовој издашној подршци од њеног оснивања.